# Y basque
La ligne à grande vitesse Vitoria-Gasteiz - Bilbao - Saint-Sébastien/frontière française, appelée communément Y basque ou triangle basque (en espagnol : Y vasca ou AVE Vasco, en basque : Euskal Y ou AHT sigles d'Abiadura Handiko Trena) est un projet de ligne ferroviaire à grande vitesse dans la Communauté autonome du Pays basque, en Espagne. 
Elle réunira les trois capitales basques Bilbao, Saint-Sébastien et Vitoria-Gasteiz, avec un tracé en forme de Y dans un parcours moyen de 35 minutes. Le Y doit aussi permettre de relier la LGV Valladolid - Burgos - Vitoria-Gasteiz et par conséquent avec Madrid, à la frontière française avec la ligne LGV Bordeaux - Espagne et ensuite les LGV Sud Europe Atlantique et LGV Atlantique. La mise en service est prévue pour 2027.
Ce projet fait partie du réseau à haute performance du plan stratégique d'infrastructures et de transport du ministère de l'Équipement pour la période 2005-2023 et s'inscrit également dans le projet européen prioritaire n°3 de l'axe atlantique européen.

## Projet
La longueur totale des voies est de 175 km, dont 94 pour la branche Vitoria-Gasteiz - Bilbao. Elle comprend 157 km de voie double et 37 km de voie unique.
L'utilisation de cette voie sera mixte, partageant le transport de marchandises et celui des voyageurs. Les caractéristiques techniques de la ligne sont : rayon minimal des courbes 3 100 m et en suspens maximales de 15 millième par mètre (1,5 %), avec des vitesses oscillant entre 120 km/h de pointe pour le trafic de marchandises et les 250 km/h de pointe pour les voyageurs. La ligne sera à 70 % en tunnel, et à 20 % en viaduc. Il y aura 23 tunnels et 44 viaducs. Selon d'autres sources, la longueur totale de l'infrastructure est de 171,9 km, dont 104,3 km (60,64 %) en tunnel, 17,0 km (9,93 %) en viaduc, et 50,6 km (29,43 %) pour le reste.[réf. nécessaire]
La largeur des voies et la largeur des viaducs est de 14 mètres.

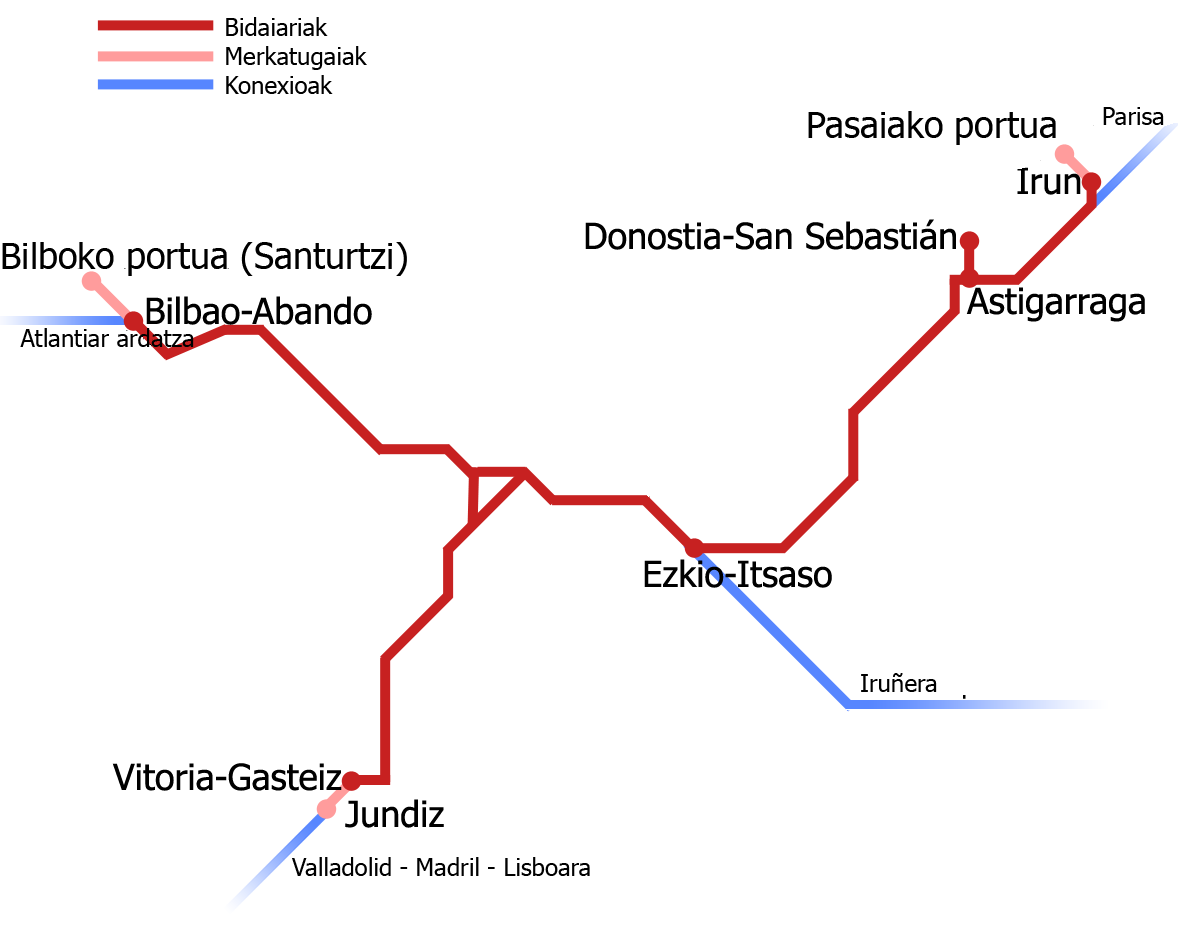
Plan du Y basque

L'entrée en service de cette infrastructure permettra de réduire le temps de voyage entre les trois capitales, de 60 % entre Vitoria-Gasteiz et Saint-Sébastien, et de 80 % entre Bilbao et Saint-Sébastien et entre Bilbao et Vitoria-Gasteiz (la durée actuelle du parcours est de 2 h 15 entre Bilbao et Saint-Sébastien, 2 h 20 entre Bilbao et Vitoria-Gasteiz avec changement à Miranda de Ebro, et 1 h 40 entre Vitoria-Gasteiz et Saint-Sébastien).
Les services de marchandises arriveront directement au port de Bilbao, à Santurtzi (Biscaye) par la variante sud ferroviaire, au port de Pasaia (Guipuscoa), en empruntant un accès depuis Irun, créant un intermodal de marchandises à Lezo. On estime qu'on retirera de la route 800 000 camions par an. Des liaisons sont prévues avec le futur axe cantabrique à grande vitesse (LAV côte-cantabrique) qui l'unirait avec Santander, et au Couloir navarrais qui sera relié avec Pampelune et la ligne de la vallée de l'Èbre par cette dernière avec une liaison à Ezkio-Itsaso et sans affecter les parcs naturels des environs. Les nouveaux trains augmenteront le confort et la sécurité en utilisant une technologie moderne et en n'ayant aucun passage à niveau sur tout le trajet.
Le projet comprend six gares et deux postes d'avancement et de stationnement de trains, un à Aramaio (Alava) et un autre à Ezkio-Itsaso (cette dernière sera aussi une gare pour passagers). Ces installations occuperont une plate-forme de 1 500 m de longueur, avec une largeur entre 42 et 56 mètres, laissant la place à six ou huit voies.

## Gares
- Astigarraga
- Bilbao - Abando
- Vitoria-Gasteiz
- Irun
- Saint-Sébastien - Nord
- Ezkio-Itsaso

Tous les trains passeront par les gares de Astigarraga, Bilbao - Abando, Vitoria-Gasteiz et Ezkio-Itsaso. Les gares de Saint-Sébastien - Nord et Irun, seront desservies quant à elles par des déviations, le premier pour arriver au centre de la ville et le second pour entrer à Irun et le relier avec la voie conventionnelle française. De même, comme il est possible de faire des arrêts sans aucune difficulté dans les postes d'avancement et parking de trains, la localité d'Aramaio s'est préparée depuis longtemps pour une éventuelle gare.

## Viaducs et tunnels
Parmi les 44 viaducs, certains d'entre eux seront spécialement designées, et 5 des 23 tunnels prévus sont particulièrement longs :

### Tunnels
- Tunnel de Albertia, 4 786 m de longueur.
- Tunnel de Udalaitz, 3 185 m de longueur.
- Tunnel de Zaratamo, 2 728 m de longueur.
- Tunnel de Induspe, 2 224 m de longueur.
- Tunnel de Galdakao, 1 827 m de longueur.

### Viaducs
- Viaduc sur la route A-2620 à Aramaio, 1 401 m de longueur, 77 m de hauteur et 22 ouvertures latérales.
- Viaduc dans la vallée de Atxondo, 1 080 m de longueur et 60 m de hauteur.
- Viaduc de San Antonio-Malaespera, 837 m de longueur.
- Viaduc de Mañaria, 616 m de longueur, commandé à l'Ingénierie Arenas y Asociados[3].
- Viaduc de Elorrio, 870 m de longueur et 88 m de hauteur.
- Viaduc sur la route A-3002, rio Zadorra et  route N-1, 505 m de longueur.
- Viaduc sur la route GI-3343, de 471 m de longueur.
- Viaduc de Zaldibia, 900 m longueur et 80 m de hauteur.
- Viaduc sur le Deba, 900 m longueur.

## Actions environnementales du projet
Le projet prévoit un investissement de 6,7 % du budget pour garantir l'intégration environnementale. Cet investissement s'est élevé à 12 % en septembre 2008, en garantissant l'accomplissement de la Déclaration d'Impact Environnemental effectuée sur l'étude informative du Projet du nouveau réseau ferroviaire du Pays basque (Proyecto de la Nueva Red Ferroviaria en el País Vasco). Les mesures suivantes ont été prévues :
- Récupération de la couche supérieure de la couverture végétale dans les lieux directement ou indirectement touchés.
- Restriction des tâches de défrichage dans des périodes d'élevage du vison d'Europe et d'autres espèces protégées.
- Restauration végétale conforme aux caractéristiques du terrain et du milieu naturel.
- Respect des bassins et des voies en évitant de les réunir dans des points uniques.
- Monter des dispositifs qui évitent les déchets polluants en travaux.
- Améliorer la perméabilité de passage de la faune.
- Récupération des zones sous viaduc.
- Contrôle du niveau sonore avec la mise en place d'écrans antibruit dans les lieux où c'est nécessaire.
- Suivi de gisements archéologiques qui pourraient apparaître pendant les travaux[2].

## Construction
Le débat sur la construction d'une liaison ferroviaire à grande vitesse reliant les trois capitales basques, et permettant une accessibilité nouvelle et correcte, en comparaison de la précarité du parcours actuel, à Bilbao et à son port (puisque la liaison existante par Orduña ne remplissait pas les caractéristiques nécessaires pour un service moderne et efficace), a été ouvert dans les années 1980, à la suite de la saturation du réseau routier du transport par la route et vu la sous-utilisation du chemin de fer.

Tronçon des travaux en décembre 2017.

Des différentes études lancées est né alors le Plan Ferroviaire d'Euskadi dans "le Plan de Transporte Ferroviario" de 1987, dans lequel se reflétaient différents projets pour l'amélioration du réseau ferroviaire de l'État. Ce premier plan n'avait pas abouti, car il a été décidé le 9 décembre 1988 que l'amélioration de ces lignes devrait se faire conformément aux caractéristiques des LAV et au standard UIC. Le projet du Y basque réapparait en 1989. En 1994 le Conseil de l'Europe a finalement inclus l'axe ferroviaire à grande vitesse Madrid - Vitoria-Gasteiz - Dax (Landes - France) dans la liste des projets stratégiques (bien que de premières informations confuses aient affirmé le contraire).
Une fois défini, le nouveau projet a été soumis à l'analyse et aux études d'experts, et l'examen des actions d'accompagnement nécessaires a commencé, dans le domaine environnemental et sur divers aspects sociaux, politiques et économiques.
La construction de l'infrastructure ferroviaire est gérée par le ministère de l'Équipement, financé en partie avec des fonds européens. Les retards subis dans la construction de l'infrastructure ont créé une situation d'incertitude autour du projet, conduisant le gouvernement basque à prendre position dans cette affaire et a choisir en priorité la construction du tronçon de Guipuzcoa.
Le 24 avril 2006, un accord de financement des travaux, entre le ministère de l'Équipement et le département des Transports et des Travaux publics du gouvernement basque, pour un montant de 4 178 millions d'euros. Restait le tronçon Bergara - Irun/Saint-Sébastien avec un budget de 1 642 million d'euros, à supporter par la contribution de l'accord économique basque. Le projet s'est vu attribuer une aide de l'Union européenne de 16 millions d'euros sur les fonds destinés aux réseaux transeuropéens.
En octobre 2006, les travaux du tronçon Arratzu/Ubarrundia - Legutio par l'ADIF ont pu être lancés, et il fallait encore commencer en 2008 le tronçon de Guipuzcoa avec le début du creusement du tunnel Ordizia - Itsasondo.
En mars 2008, les procédures d'expropriation du tronçon biscaïen ont débuté, en sous-tronçon correspondant au tracé par Amorebieta, dont l'exécution a été attribuée en septembre 2007, et à la même époque seulement ont commencé les travaux d'un tronçon de 2 km dans la province d'Alava.
Le tronçon Abadiño-Durango, d'une longueur de 3 520 mètres, est composé de deux tunnels, Eguskiza et Mendigain, et de deux viaducs. La longueur enterrée représente plus de 50 % et celle des viaducs 12 %. Les tunnels ont une surface de 85 mètres carrés et celui d'Eguskitza une longueur de 1 066 mètres. Les entrées des tunnels sont adaptées pour faciliter l'intégration dans l'environnement. La limitation des dommages environnementaux sera effectuée par la régénération végétale de 164 647 m2 dans lesquels on plantera des arbustes, des plantes herbacées et 1 383 arbres d'espèces autochtones.

## Tranches
Pour sa construction, le projet a été divisé en plusieurs tronçons et sous-tronçons soumis à appel d'offres aux différentes entreprises. Ainsi la construction simultanée de plusieurs tronçons est possible, ce qui permet de réduire le temps des travaux.

### Vitoria-Gasteiz - Bilbao
Dans le tableau suivant figurent les tronçons du projet vers Bilbao qui sont divisés :
| Tranche                   | Kilomètres | Temps de réalisation |
| ------------------------- | ---------- | -------------------- |
| Vitoria-Gasteiz - Arratzu | 3,8        |                      |
| Arratzu - Legutio I       | 2,6        | 20 mois              |
| Arratzu - Legutio II      | 5,2        | 24 mois              |
| Legutio - Eskoriatza I    | 5,0        | 45 mois              |
| Legutio - Eskoriatza II   | 2,4        | 45 mois              |
| Eskoriatza - Aramaio      | 5,58       | 29 mois              |
| Aramaio - Arrasate        | 3,39       | 30 mois              |
| Arrasate - Elorrio        | 4,44       | 33,5 mois            |
| Elorrio - Atxondo         | 4,2        |                      |
| Atxondo - Abadiño         | 4,2        |                      |
| Abadiño - Durango         | 3,52       | 21 mois              |
| Durango - Amorebieta      | 4,60       | 30 mois              |
| Amorebieta - Amorebieta   | 5,03       | 27 mois              |
| Amorebieta - Lemoa        | 3,45       | 28 mois              |
| Lemoa - Galdakao          | 5,42       | 32 mois              |
| Galdakao - Basauri        | 3,53       | 28 mois              |
| Basauri - Bilbao          | 4,0        |                      |

### Portion jusqu'à Saint-Sébastien - Irun
Les compétences de construction de ces tronçons appartiennent au gouvernement basque. Dans le tableau suivant figurent les tronçons du projet vers Irun :
| Tranche                         | Kilomètres | Temps de réalisation |
| ------------------------------- | ---------- | -------------------- |
| Arrasate - Bergara (rama VI-SS) |            |                      |
| Elorrio - Bergara (rama BI-SS)  |            |                      |
| Bergara - Bergara               | 3,16       |                      |
| Bergara - Antzuola              | 3,16       |                      |
| Antzuola - Ezquioga             | 6,98       |                      |
| Ezquioga                        |            |                      |
| Ezquioga - Beasain              | 2,49       |                      |
| Beasain Ouest                   | 1,87       |                      |
| Beasain Est                     | 2,16       | 32 mois              |
| Ordizia - Itsasondo             | 2,80       | 31 mois              |
| Legorreta                       | 3,59       |                      |
| Tolosa                          | 3,79       |                      |
| Tolosa - Hernialde              | 3,83       |                      |
| Hernialde - Zizurkil            |            |                      |
| Zizurkil - Urnieta              |            |                      |
| Urnieta - Hernani               | 5,34       |                      |
| Hernani - Astigarraga           |            |                      |
| Astigarraga - Saint-Sébastien   | 3,29       |                      |
| Astigarraga - Oiartzun          |            |                      |
| Oiartzun - Irun                 |            |                      |
| Irun - Frontière Française      |            |                      |

## Durée de voyage
| Itinéraire                        | Durée future | Durée en 2018 | En voiture | En autocar |
| --------------------------------- | ------------ | ------------- | ---------- | ---------- |
| Bilbao - Saint-Sébastien          | 0 h 38       | 2 h 40        | 1 h        | 1 h 15     |
| Vitoria-Gasteiz - Bilbao          | 0 h 28       | 2 h 20        | 0 h 45     | 1 h        |
| Saint-Sébastien - Vitoria-Gasteiz | 0 h 34       | 1 h 40        | 1 h 10     | 1 h 30     |
| Bilbao - Pampelune                | 0 h 45       | 3 h 30        | 1 h 30     | 2 h        |

| Itinéraire               | Durée future | Durée en 2018 |
| ------------------------ | ------------ | ------------- |
| Bilbao - Madrid          | 2 h 10       | 4 h 45        |
| Vitoria-Gasteiz - Madrid | 1 h 42       | 3 h 45        |
| Saint-Sébastien - Madrid | 2 h 15       | 5 h 20        |
| Bilbao - Bordeaux        | 2 h 18       | 4 h 55        |
| Bilbao - Paris           | 4 h 47       | 9 h 10        |
| Madrid - Paris           | 6 h 25       | 13 h 27       |
| Madrid - Bordeaux        | 4 h 20       | 8 h 15        |

| Provenance      | Destination     | Durée mini train actuel | Autocar     | Voiture    | Durée Y basque |
| --------------- | --------------- | ----------------------- | ----------- | ---------- | -------------- |
| Bilbao          | Saint-Sébastien | 2 h 13 min              | 1 h 10 min  | 1 h        | 38 min         |
| Saint-Sébastien | Vitoria-Gasteiz | 1 h 40 min              | 1 h 30 min  | 1 h 10 min | 34 min         |
| Vitoria-Gasteiz | Bilbao          | 2 h 20 min              | 1 h         | 45 min     | 28 min         |
| Bilbao          | Madrid          | 4 h 50 min              | 4 h 45 min  | 4 h        | 2 h 10 min     |
| Saint-Sébastien | Madrid          | 5 h 20 min              | 5 h         | 4 h 40 min | 2 h 15 min     |
| Vitoria-Gasteiz | Madrid          | 3 h 45 min              | 4 h         | 3 h 49 min | 1 h 45 min     |
| Bilbao          | Paris           | 9 h 10 min              | 12 h 15 min | 8 h 30 min | 5 h 47 min     |
| Saint-Sébastien | Paris           |                         | 11 h        | 7 h 35 min | 5 h 09 min     |
| Vitoria-Gasteiz | Paris           |                         | 12 h 15 min | 8 h 34 min | 5 h 40 min     |

## Réactions sociales contre le projet

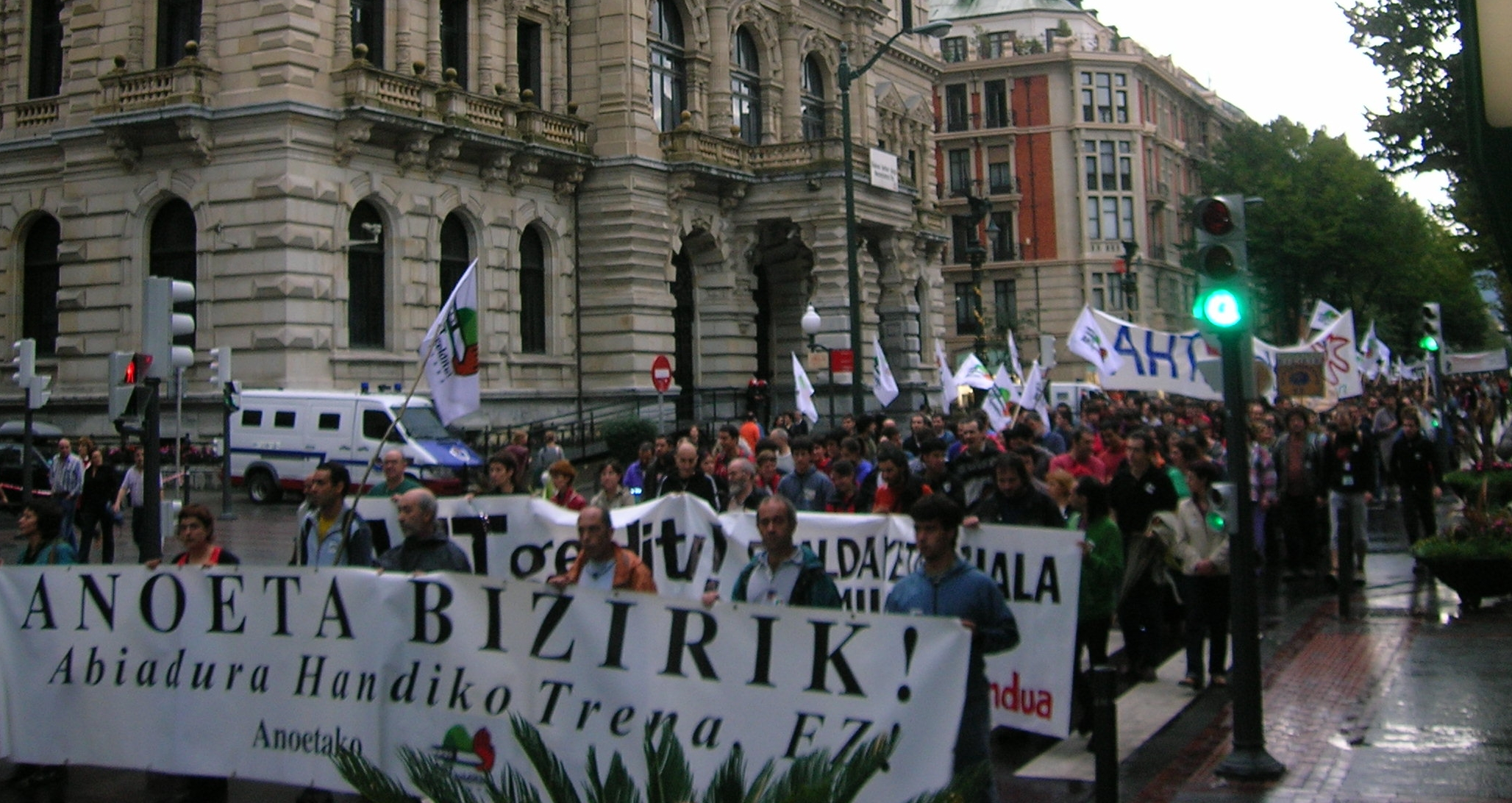
Manifestation contre la ligne à grande vitesse à Bilbao en 2005

Le projet suscite de vives critiques et le rejet dans une partie de la société basque qui l'a fait valoir de manière indifférente ou contraire. Beaucoup de partis, syndicats, collectifs locaux, communes et organisations écologistes se sont opposés au projet, effectuant de nombreuses manifestations et actes de protestation sur tout le territoire basque.
Parmi les questions critiquées, ils soutiennent que l'infrastructure n'est pas vertébrale du Pays basque et ne rend pas un service interne, mais sert plutôt à la liaison avec les capitales de France et d'Espagne, profitant à une minorité d'habitants de la Communauté tandis que la ligne classique est maintenue dans des conditions désastreuses.
Il y a aussi des critiques sur le tracé. Son passage par la zone sud du Durangaldea et par la limite nord du parc naturel d'Urkiola dans lequel on traverse des zones habitées par des espèces protégées comme le vison d'Europe ou l'hirondelle de rivage est considéré comme une aberration écologique, même s'il ne traverse pas la zone protégée. Le manque d'information réel (éclaircissement, terrils, bruit, transit de camions) du projet et l'excès de publicité dans les moyens de communication a également très critiqué, comme la tentative par le gouvernement de criminaliser les mouvements populaires à l'encontre de sa construction, qu'on a parfois essayé de mettre en rapport avec l'ETA, organisation qui est parvenue à attenter, y compris en commettant des meurtres, contre le projet.
Les principales raisons de l'opposition au projet par quelques groupes sociaux comme AHT Gelditu ! elkarlana sont :
- Dommages à l'environnement, en produisant de grandes modifications dans le paysage, du niveau sonore, destruction d'aquifères, produisant un effet barrière, etc.
- Affectation au déséquilibre social, accentuant celui-ci par la promotion des grandes populations, et promotion de ces dernières et ses secteurs d'influence contre les secteurs les plus isolés et ruraux.
- Nuisance aux frais sociaux et à la redistribution du revenu, car étant une infrastructure très chère (la plus chère jamais projetée et effectuée dans la communauté autonome), ce qui fera qu'on néglige d'autres secteurs d'une plus grande nécessité sociale.
- Il ne résout pas le problème de la mobilité dans la communauté autonome basque, négligeant le secteur d'une plus grande mobilité, qui est l'intercomarcal[13]. Il a pour but le transport de marchandises comme affaire et d' un gigantesque plan d'infrastructures de transport qui inclut des autoroutes, super-ports, plates-formes logistiques etc.
- Il favorise la précarité du travail et la délocalisation industrielle en renforçant et facilitant la communication économique et de marchandises, favorisant la globalisation. Il est emmené à un développement déséquilibré de l'économie en favorisant le secteur de services au détriment du primaire et de l'industriel, en faisant que l'économie du secteur d'influence est plus dépendante d'autres secteurs éloignés de cette dernière.
- Le renforcement du déséquilibre social et économique fait que le train à grande vitesse est un potentiel néolibéralisme.
- Le développement du projet avec un vaste rejet social, ou au moins significatif, est perçu comme une imposition[14].

Le débat sur l'infrastructure, sa convenance et le mode d'exploitation a été dénaturé, arrivant dans certains cas à être une question utilisée avec d'autres sujets dans le cadre de revendications politiques.

## Organisations opposées au projet
Parmi les organisations qui se sont montrées des adversaires au projet, il y a des partis politiques, des syndicats, groupes locaux ou association locales, des écologistes, etc. Certaines des organisations les plus significatives sont les suivantes, parmi lesquelles certains font partie d'AHT Gelditu ! Elkarlana.
| - Batasuna - Aralar - Ezker Batua - Zutik - Batzarre | - ELA - LAB - Ezker Sindikalaren Konbergentzia (es) - EHNE - CNT - CGT - STEE-EILAS - HIRU |

| - Ecologistas en Acción - Eguzki | - Anoeta - Elorrio |

Tous les groupes ne sont pas totalement contre puisque si on remettait en question le projet ou si on effectuait des améliorations à sa position contraire à l'infrastructure changerait considérablement. Par exemple Ezker Batua, Aralar et la majorité des syndicats optent pour un « train social » et moins nuisible à l'environnement,, ou quelques mairies, qui demandent une certaine contre-performance pour ne pas avoir accès à une infrastructure qui passera par sa localité (un arrêt, de plus grands investissements…). Les groupes opposés sont très hétérogènes et ne cherchent pas les mêmes objectifs : quelques-uns protestent parce qu'à leurs avis ce n'est pas un projet adapté, d'autres parce qu'ils sont contre l'actuel modèle de transport basé sur la mobilité et la croissance, d'autres encore parce qu'ils sont directement lésés par les expropriations et l'occupation des terres…

## Information de Roberto Bermejo et d'autres
En juin 2004, le professeur de l'université du Pays basque, Roberto Bermejo Gómez de Segura, ingénieur industriel et docteur en économie, figure significative dans l'étude et conception d'« économie soutenable » publie un rapport qui se veut une contribution à un débat plus rationnel et scientifique sur le modèle ferroviaire dont l'Espagne et le Pays basque ont besoin. Ce rapport conclut en disant :
1. Le projet de NRFPV est très loin d'être rentable économiquement et socialement.
2. La NRFPV non seulement ne contribue pas à résoudre les problèmes diagnostiqués pour le transport, mais condamne le réseau routier actuel à l'effondrement circulatoire.
3. La NRFPV accentue l'insoutenabilité du modèle actuel de transport.
4. La haute vitesse ferroviaire consolide un modèle territorial polarisé[24]

* (es) Análisis de rentabilidad del proyecto de la ‘Y’ vasca y bases para una estrategia ferroviaria alternativa.
L' Associació PER à la Promoció du Transport Públic (PTP) a publié en mai 2007 une reproduction du rapport Bermejo. Le bon critère de la conception du Y basque y est expliqué en disant que « le nouveau Y ferroviaire basque, un modèle à suivre pour la grande vitesse, compétitif et soutenable, plus efficace, appliqué en Espagne et Catalogne pour la nouvelle ligne à grande vitesse. » à la suite d'une comparaison entre le projet basque et celui de l'État, analysant 14 points dans lesquels on fait référence à la vitesse, l'alternative au trafic de marchandises par la route, la consommation énergétique en comparaison avec l'avion, la polémique entre élimination de véhicules et le nombre de véhicules par km. qui pourrait enlever l'implantation du TAV, la nécessité de modernisation du réseau ferroviaire et l'espace qu'occupera l'infrastructure,.
* (ca) Otro punto de vista sobre la Y vasca (proyecto de tren de alta velocidad).
Cette reproduction a eu sa réplique (signée par 2 professeurs et un ecclésiastique de la Université du Pays basque qui s'étaient déjà montré précédemment des adversaires à l'infrastructure) en réaffirmant les théories « de l'Information de Bermejo » et en nuançant certaines des données par "l'Asociación PTP" :
* (eu) Carta abierta a la PTP.
Outre l'Information de Bermejo il y a eu d'autres documents contre l'infrastructure, dont on peut mentionner ceux-ci :
* (es) Sur les limitations et les dangers du réseau par un train social '(et quelques fausses critiques au TAV exhibées tout au long de 2004) Signé par « un membre de l'Assemblée contre le TAV », dans lequel il fait une analyse en critiquant les arguments qui plaident pour un TAV social.
* (es) ¿TAV para unos pocos o bicis para todas las gentes del mundo? Signé par Rosa Lago, professeur de la UPV et qui déjà l'information de la PTP, qui plaide pour l'utilisation de bicyclettes pour les courtes distances et qui résident dans le lieu de travail ou d'étude.
* (es) El ancho de vía europeo y el bogie «brava» Signé par Jesusmari Galparsoro/(Délégué syndical de LAB au CAF-Beasain) qui critique l'argument d'égaliser les largeurs des voies (tener que igualar en ancho de vía con el europeo) quand d'après lui il n'existe aucun problème en ayant le système Brava de technologie basque qui le résout.
* (es) «La gran amenaza del TAV» Signé par Miguel Amorós qui fait une analyse étendue sur l'infrastructure en disant qu'elle est étranger aux intérêts de la citoyenneté, qui provoquera de grands coûts énergétiques et de gros impacts environnementaux.
* (es) La Y vasca:¿un proyecto de futuro? Signé par Gabriel Ibarra (professeur de l'UPV/EHU) qui s'interroge sur la nécessité de construire une infrastructure qui produira des impacts environnementaux graves.

## Le U basque, un projet alternatif
Ezker Batua - Berdeak a proposé durant l'année 2002 un schéma alternatif au Y basque. Ce schéma a été appelé U basque et avait la particularité que le tronçon biscaïen parcourait la vallée d'Arratia, qui sillonne l'autoroute AP-68, unissant Vitoria-Gasteiz à la branche de Guipuzcoa qui suit l'actuel schéma de la Renfe, semblable projet au « Plan de Transporte Ferroviario » de 1987 pour le Pays basque.

### Points positifs
Ezker Batua - Berdeak défendait le projet du U basque car il était 20 % meilleur marché que le Y basque, et qui permettrait le transport lourd de marchandises qui, selon Javier Madrazo, sera ce que transporteront les trains qui parcourent le Y basque. Le schéma serait beaucoup plus respectueux de l'environnement en s'éloignant de la majorité des espaces naturels (il traverserait seulement le parc naturel d'Aizkorri et une zone du Gorbea) en respectant ainsi le Duranguesado et en profitant des zones déjà touchées par d'autres infrastructures. En contrepartie, ce ne serait pas un train à grande vitesse mais un train à vitesse élevée (de prestations élevées) que circulerait avec des vitesses entre les 170 et 200 km/h. puisqu'il partagerait, en partie, les circulations Cercanías et les marchandises en profitant au maximum de l'infrastructure.

### Points négatifs
Dans les tronçons où il partagerait les circulations des trains de proximité et de marchandises, l'infrastructure risquera d'être en limite de capacité aux heures de pointe du train.
De même, étant une ligne de prestations élevées (max. 200 km/h) au lieu de la haute vitesse (supérieure à 200 km/h si partage du trafic de marchandises ou supérieure à 220 km/h sans marchandises), les subventions au projet pourraient considérablement êtres diminuées, puisqu'il n'accomplirait pas complètement les espoirs du Projet prioritaire no 3 de l'Oeil Atlantique européen. En outre, le temps de trajet entre Bilbao - Saint-Sébastien  s'approcherait à une heure de durée (plus de 160 km en passant par Vitoria-Gasteiz), il ne serait donc pas compétitif par rapport au trafic routier, il n'accomplirait pas le Proyecto Europeo, en étant estimé que le prix du billet de cet itinéraire serait supérieur à celui du projet approuvé puisque le trajet est plus long.

## Attentats et actions de l'ETA contre le Y basque

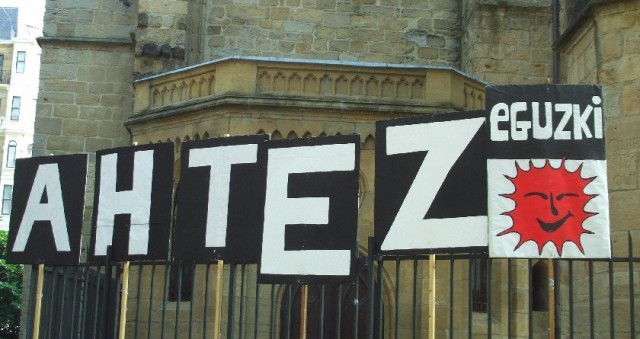
Action de contestation contre le TGV à Saint-Sébastien « AHT EZ Eguzki » TGV NON Soleil.

En octobre 2007, ETA a défini le Y basque comme un de ses principaux objectifs et pendant le mois de novembre, la police a découvert un manuel etarra dans lequel on apportait des instructions claires pour effectuer ce que l'on appelle l'« écotaxe », justifié à travers des arguments anticapitalistes et de défense de l'environnement.
À Hernani, l'ETA a attenté le 12 mai 2008 contre l'entreprise Amenabar, qui a subi un sabotage avec deux bombes dans ses excavatrices. Entre-temps, le 1er juin de la même année, la bande a attaqué la même entreprise à Zarautz avec une autre bombe qui a blessé trois personnes et a provoqué de nombreux dommages matériels. À Orio, ETA s'est attaqué aux entreprises Fonorte et Acciona. Ces attaques ont été répétées tout au long de l'année dans d'autres compagnies.
Ainsi, les entreprises en rapport avec le Y basque ont été dans le point de mire des terroristes. Vers le milieu d'août 2008, ETA a envoyé un communiqué dans lequel il assumait l'emploi de régisseur de trois attentats effectués entre mai et juin dans les localités guipuzcoannes d'Hernani, Zarautz et d'Orio contre des entreprises « impliquées dans les travaux » du TAV.
Le 3 décembre 2008, ETA a assassiné le chef d'entreprise Ignacio Uría dans la localité d'Azpeitia, après l'avoir sorti de son entreprise de construction Altuna y Uría, mise en rapport avec la construction du Y du basque.
ETA n'a pas modifié sa position sur le TAV en se limitant à l'analyse de la situation créée à la suite des assassinats d'Uria. Dans la documentation intervenue au militant d'ETA Ekaitz Sirvent au printemps 2009 il reprend : "Nous avons décidé de donner un saut qualitatif dans le court espace de temps avec l'exécution du directeur général de l'entreprise Uria y Altuna et ceci a accéléré le débat public et la contradiction interne du travail conjoint", texte dans lequel il expose la contradiction au sein de l'organisation sur la stratégie rapprochée contre « le Y basque ».
Le meurtre d'Uria a supposé qu'une bonne partie du mouvement anti TAV, y compris des personnages significatifs de la gauche Abertzale contres l'infrastructure comme Iñaki Antigüedad, se positionnaient contre les actions d'ETA. Au sein de la gauche Abertzale on n'est pas arrivé à comprendre l'action d'ETA produisant des divergences au sein de ce parti au point que certains de ses dirigeants les poussent à affirmer que cette stratégie les éloigne chaque jour un peu plus de la société.

## Sources

### Traduction
- (es) Cet article est partiellement ou en totalité issu de l’article de Wikipédia en espagnol intitulé « Y vasca » (voir la liste des auteurs).